# Пражский студент (фильм, 1926)
«Пражский студент» (нем. Der Student von Prag, 1926) — художественный фильм Хенрика Галеена (Henrik Galeen), ремейк одноимённого фильма Стеллана Рюэ и Пауля Вегенера.

## Сюжет
Студент Бальдуин (Конрад Фейдт), изнывающий от безденежья блестящий фехтовальщик, принимает предложение от таинственного итальянца Скапинелли (Вернер Краус) подписать с ним подозрительный договор, по которому Балдуин получит кучу денег. Взамен же Скапинелли сможет взять что захочет из комнаты студента. Скапинелли забирает с собой отражение студента в зеркале. Затем с помощью таинственной магии он знакомит Бальдуина с Маргит (Агнеш Эстерхази), дочерью графа — студент спасает её, когда та падает со взбесившейся лошади во время охоты. Между ними возникает чувство, однако влюбленная в Балдуина цветочница Лидушка (Элиза Ла Порта) рассказывает о нём и Маргит её жениху, барону Вальдису (Фердинанд фон Альтен). Барон оскорбляет Балдуина и тот вызывает его на дуэль. Отец Маргит (Фриц Альберти), который знает об успехах Балдуина в фехтовании, приходит к студенту и просит его не убивать барона. Балдуин великодушно соглашается. Однако по дороге к месту поединка его коляска ломается, и когда студент наконец подходит к месту дуэли, то встречает своего двойника с окровавленной саблей в руках — барон уже убит. Двойник начинает всюду следовать за Балдуином, делая его жизнь невыносимой и совершая бесчестные поступки, которые, естественно, приписываются Балдуину. Увидев своего двойника в зеркале, отчаявшийся студент стреляет в него и разбивает стекло. Но двойник — это его неотъемлемая часть, и он умирает, вглядываясь в осколки зеркала.

## Факты
- По сравнению с первоначальным фильмом сценарий Ганса Гейнца Эверса существенно переработан — он более драматичен, в нём гораздо больше места уделено роли Скапинелли, который стал практически вторым по значимости действующим лицом фильма.
- Премьера фильма в Германии состоялась в Берлине 25 октября 1926 года.

1. ↑  Internet Movie Database (англ.) — 1990.